# 1190
| [ Edytuj tabelę ]                |                                                                                       |
| Książę Małopolski                | - 1177 Kazimierz II Sprawiedliwy 1194                                                 |
| Książę Wielkopolski              | - 1177 Odon Mieszkowic 1194 - 1182 Mieszko III Stary 1202 - 1190 Mieszko Młodszy 1191 |
| Król Angkoru                     | - 1181 Dżajawarman VII 1218                                                           |
| Król Anglii                      | - 1189 Ryszard I Lwie Serce 1199                                                      |
| Król Aragonii i hrabia Barcelony | - 1164 Alfons II Aragoński 1196                                                       |
| Książę Bawarii                   | - 1183 Ludwik I 1231                                                                  |
| Margrabia Brandenburgii          | - 1184 Otto II 1205                                                                   |
| Książę Burgundii                 | - 1162 Hugo III 1192                                                                  |
| Cesarz Bizancjum                 | - 1185 Izaak II Angelos 1195                                                          |
| Car Bułgarii                     | - 1187 Asen I 1196                                                                    |
| Cesarz Chin                      | - 1189 Song Guangzong 1194                                                            |
| Książę Czech                     | - 1189 Konrad II Otto 1191                                                            |
| Król Danii                       | - 1182 Kanut VI 1202                                                                  |
| Władca Egiptu                    | - 1171 Saladyn 1193                                                                   |
| Cesarz Etiopii                   | - 1189 Gebre Meskel 1229                                                              |
| Król Francji                     | - 1180 Filip II August 1223                                                           |
| Król Gruzji                      | - 1184 Tamara 1213                                                                    |
| Hrabia Holandii                  | - 1157 Floris III 1190 - 1190 Dirk VII 1203                                           |
| Cesarz Japonii                   | - 1183 Go-Toba 1198                                                                   |
| Kalif                            | - 1180 An-Nasir 1225                                                                  |
| Król Kastylii                    | - 1158 Alfons VIII Szlachetny 1214                                                    |
| Patriarcha Konstantynopola       | - 1189 Leoncjusz Teotokita 1190 - 1190 Dozyteusz 1191                                 |
| Władca Korei                     | - 1170 Myŏngjong 1197                                                                 |
| Król Leónu                       | - 1188 Alfons IX 1230                                                                 |
| Kalif Maroka                     | - 1184 Jakub al-Mansur 1199                                                           |
| Król Nawarry                     | - 1150 Sancho VI 1194                                                                 |
| Król Norwegii                    | - 1177 Sverre Sigurdsson 1202                                                         |
| Hrabia Palatynatu                | - 1155 Konrad Hohenstauf 1195                                                         |
| Papież                           | - 1187 Klemens III 1191                                                               |
| Król Portugalii                  | - 1185 Sancho I 1211                                                                  |
| Sułtan Rumu                      | - 1156 Kilidż Arslan II 1192                                                          |
| Książę Rusi halickiej            | - 1189 Włodzimierz II 1199                                                            |
| Cesarz Rzymski (niemiecki)       | - 1155 Fryderyk I Barbarossa 1190                                                     |
| Książę Saksonii                  | - 1180 Bernard III 1212                                                               |
| Król Szkocji                     | - 1165 Wilhelm I 1214                                                                 |
| Król Szwecji                     | - 1173 Knut Eriksson 1196                                                             |
| Doża Wenecji                     | - 1178 Orio Mastropiero 1192                                                          |
| Król Węgier                      | - 1172 Bela III 1196                                                                  |

Rok 1190 / MCXC
stulecia: XI wiek ~
XII wiek ~
XIII wiek

lata: 1180 «
1185 «
1186 «
1187 «
1188 «
1189 «
1190
» 1191
» 1192
» 1193
» 1194
» 1195
» 1200

## Wydarzenia w Polsce
- Powołanie parafii św. Wawrzyńca w Słupcy.

## Wydarzenia na świecie
- 16 marca – w angielskim Yorku doszło do masakry od 150 do 500 Żydów.
- 18 maja – III wyprawa krzyżowa: armia niemiecka pokonała wojska seldżuckie w bitwie pod Ikonium.
- 10 czerwca – w czasie III wyprawy krzyżowej w górskiej rzece Salef w Cylicji utonął cesarz Fryderyk I Barbarossa z dynastii Hohenstaufów[1].
- 19 listopada – III wyprawa krzyżowa: podczas oblężenia Akki powstał zakon krzyżacki. Jego właściwa nazwa brzmiała Zakon Braci Szpitala Niemieckiego Najświętszej Marii Panny w Jerozolimie. Założyli go mieszczanie z Bremy i Lubeki dla pielęgnowania rannych i chorych.
- Henryk VI zasiadł na tronie niemieckim[1].
- Wojska Stefana Nemanji zwyciężyły Bizancjum[1].

## Urodzili się
- bł. Jordan z Saksonii, następca św. Dominika na stanowisku generała zakonu dominikanów (data sporna lub przybliżona)

## Zmarli
- 17 stycznia – Konrad Laskonogi, książę głogowski (data sporna lub przybliżona)
- 10 czerwca – Fryderyk I Barbarossa, cesarz rzymski (ur. ok. 1125)
- 25 lipca – Sybilla Jerozolimska, królowa Jerozolimy (ur. 1159 lub 1160)
- Quảng Nghiêm – wietnamski mistrz thiền ze szkoły vô ngôn thông (ur. 1122)
- Tín Học – wietnamski mistrz thiền ze szkoły vô ngôn thông
- Trí Bảo – wietnamski mistrz thiền ze szkoły vô ngôn thông